# Olympische Sommerspiele 1988/Teilnehmer (Gambia)
Gambia nahm an den Olympischen Sommerspielen 1988 in Seoul mit sechs Athleten teil. Für das afrikanische Land war es die zweite Teilnahme an den Spielen.

## Teilnehmer nach Sportarten

### Leichtathletik
- Dawda Jallow

400-Meter-Lauf, Männer
- Jabou Jawo

100-Meter-Lauf, Frauen
- Baba Njie

800-Meter-Lauf, Männer

### Ringen
- Adama Damballey

Freistil – Weltergewicht (bis 74 kg)
- Matarr Jarju

Freistil – Mittelgewicht (bis 82 kg)
- Bakary Sanneh

Freistil – Halbschwergewicht (bis 90 kg)